# Ruins (Ginevra)
Ruins è il primo EP della cantautrice italiana Ginevra, pubblicato il 15 marzo 2019.

## Descrizione
Il disco, composto da cinque brani, è prodotto da Francesco Fugazza.

## Tracce
1. Tender – 1:42 (Ginevra Lubrano, Francesco Fugazza)
2. Forest – 4:41 (Ginevra Lubrano)
3. Lips – 4:18 (Ginevra Lubrano)
4. Serralves – 4:08 (Ginevra Lubrano, Francesco Fugazza)
5. Sleep – 4:11 (Ginevra Lubrano, Francesco Fugazza)